# Podemos (Guatemala)
Podemos, fue un partido político de Guatemala de ideología conservadora, denominado como Movimiento Reformador (MR) hasta 2018.
Miembro observador de la Internacional Liberal e integrante de la Red Liberal de América Latina. Como parte de la coalición Gran Alianza Nacional (GANA), que venció en las elecciones de 2003, integró el gobierno hasta 2006, cuando se retiró del grupo. Su secretario general fue Raúl Virgil Arias en ese año.
Desde el 2003 fue conocido como Movimiento Reformador hasta que fue renombrado a Podemos en 2018.

## Historia

### Movimiento Reformador (2002-2018)
El partido surgió el 3 de agosto de 2002 como refundación del Partido Laborista Guatemalteco, a través de una Asamblea Nacional que definió sus nuevos estatutos. Estaba auspiciado principalmente por Jorge Briz Abularach, así como por otras figuras del mundo empresarial guatemalteco, incluyendo a Alfredo Skinner Klée Arenales y el ex vicecanciller Juan José Cabrera. Alfredo Skinner Klée fue nombrado secretario general del partido, que postuló como candidato a la Presidencia de Guatemala a Jorge Briz. El Tribunal Supremo Electoral aceptó el cambio de nombre, y reconoció por tanto el nuevo partido político, el 11 de octubre de 2002.
Durante el gobierno de Alfonso Portillo en Guatemala, Jorge Briz se había destacado por su oposición a la reforma fiscal de 2001. Jorge Briz ha sido Presidente de la Cámara de Comercio de Guatemala en varias ocasiones, y el nuevo partido surgió para representar los intereses de un grupo de empresarios guatemaltecos numeroso aunque con escaso peso económico. Si el Partido Laborista tenía un carácter socialdemócrata, el Movimiento Reformador se reorientó hacia posturas neoliberales.
El 12 de junio de 2018, el Movimiento Reformador fue renombrado a Podemos.

#### Integración en GANA y llegada al poder
El Movimiento Reformador formó parte de la Gran Alianza Nacional (GANA) que ganó las elecciones presidenciales en el 2003 con Óscar Berger. Su líder, Jorge Briz Abularach, que había sido varias veces candidato a alcalde de Ciudad de Guatemala sin éxito, fue nombrado Ministro de Relaciones Exteriores en la administración Berger, puesto que desempeñó hasta su renuncia en agosto del 2006. El Movimiento Reformador también ocupó en el gobierno de GANA, además de algunas diputaciones, los puestos de Comisionado para la Reforma del Estado y fiscal general de la República y jefe del Ministerio Público, cargo que ocupó Juan Luis Florido.
Poco después de abandonar Jorge Briz su puesto como Ministro del Exterior, el Movimiento Reformador se retiró de la coalición GANA.
La última representación del Movimiento Reformador en las instituciones guatemaltecas fue muy baja. El partido mantuvo al final de la Quinta Legislatura (2004-2008) dos diputados en el Congreso de Guatemala, Hugo Haroldo Hun Ponce y Juan José Cabrera Alonso. Declinaron de presentar un candidato para las elecciones generales de 2007, apoyando al candidato del Partido Patriota, Otto Pérez Molina.
Para el año 2012, el partido corrió el riesgo de desaparecer por no contar con estructura partidaria vigente. En 2015 se anunció la posible candidatura a la presidencia de la república de Alejandro Sinibaldi, pero en junio de ese año descartó totalmente participar en esa elección. En las elecciones municipales ganó una alcaldía en Mixco con Neto Bran como candidato.

### Podemos (desde 2018)
El 12 de junio de 2018, el Movimiento Reformador fue renombrado a Podemos.. En 2019, se anunció que establecieron una alianza electoral con el Partido de Avanzada Nacional, con el objetivo de nominar a Roberto Arzú García-Granados como candidato presidencial.
Tras las elecciones de 2019, Podemos alcanzó un solo diputado en el departamento de Chimaltenango y dos alcaldesas. En 2020, Roberto Arzú anunció que se desligaba del partido político. Sin embargo, un año después, se reintegró al partido.
En las elecciones generales de 2023 el partido no obtuvo ningún diputado, por lo que, de conformidad con la Ley Electoral y de Partidos Políticos, el partido fue disuelto por el Tribunal Supremo Electoral. El 8 de enero de 2024, el partido fue formalmente cancelado por el Tribunal Supremo Electoral.

## Candidatos a la Presidencia de Guatemala
| Año electoral              | Candidato                  | 1.ª vuelta                        | 1.ª vuelta                        | 2.ª vuelta                        | 2.ª vuelta                        |                                   |
| Año electoral              | Candidato                  | Total de votos                    | Porcentaje                        | Total de votos                    | Porcentaje                        |                                   |
| Como Movimiento Reformador | Como Movimiento Reformador | Como Movimiento Reformador        | Como Movimiento Reformador        | Como Movimiento Reformador        | Como Movimiento Reformador        |                                   |
| -------------------------- | -------------------------- | --------------------------------- | --------------------------------- | --------------------------------- | --------------------------------- | --------------------------------- |
| 2003                       | Óscar Berger               | 921 316                           | 34,3 % (1.º)                      | 1 235 303                         | 45,9 % (1.º)                      |                                   |
| 2007                       | Ninguno                    | No postuló candidato presidencial | No postuló candidato presidencial | No postuló candidato presidencial | No postuló candidato presidencial | No postuló candidato presidencial |
| 2011                       | Ninguno                    | No postuló candidato presidencial | No postuló candidato presidencial | No postuló candidato presidencial | No postuló candidato presidencial | No postuló candidato presidencial |
| 2015                       | Ninguno                    | No postuló candidato presidencial | No postuló candidato presidencial | No postuló candidato presidencial | No postuló candidato presidencial | No postuló candidato presidencial |
| Como Podemos               |                            |                                   |                                   |                                   |                                   |                                   |
| 2019                       | Roberto Arzú               | 267.256                           | 6.08 % (5.º)                      |                                   |                                   |                                   |
| 2023                       | Roberto Arzú               | No pudo participar                | No pudo participar                | No pudo participar                | No pudo participar                |                                   |

### Presidentes de Guatemala por el partido Movimiento Reformador
| Presidentes de Guatemala por el Partido Gran Alianza Nacional |
|                                                               |
| Óscar Berger 2004–2008                                        |